# Roel Zaaijer

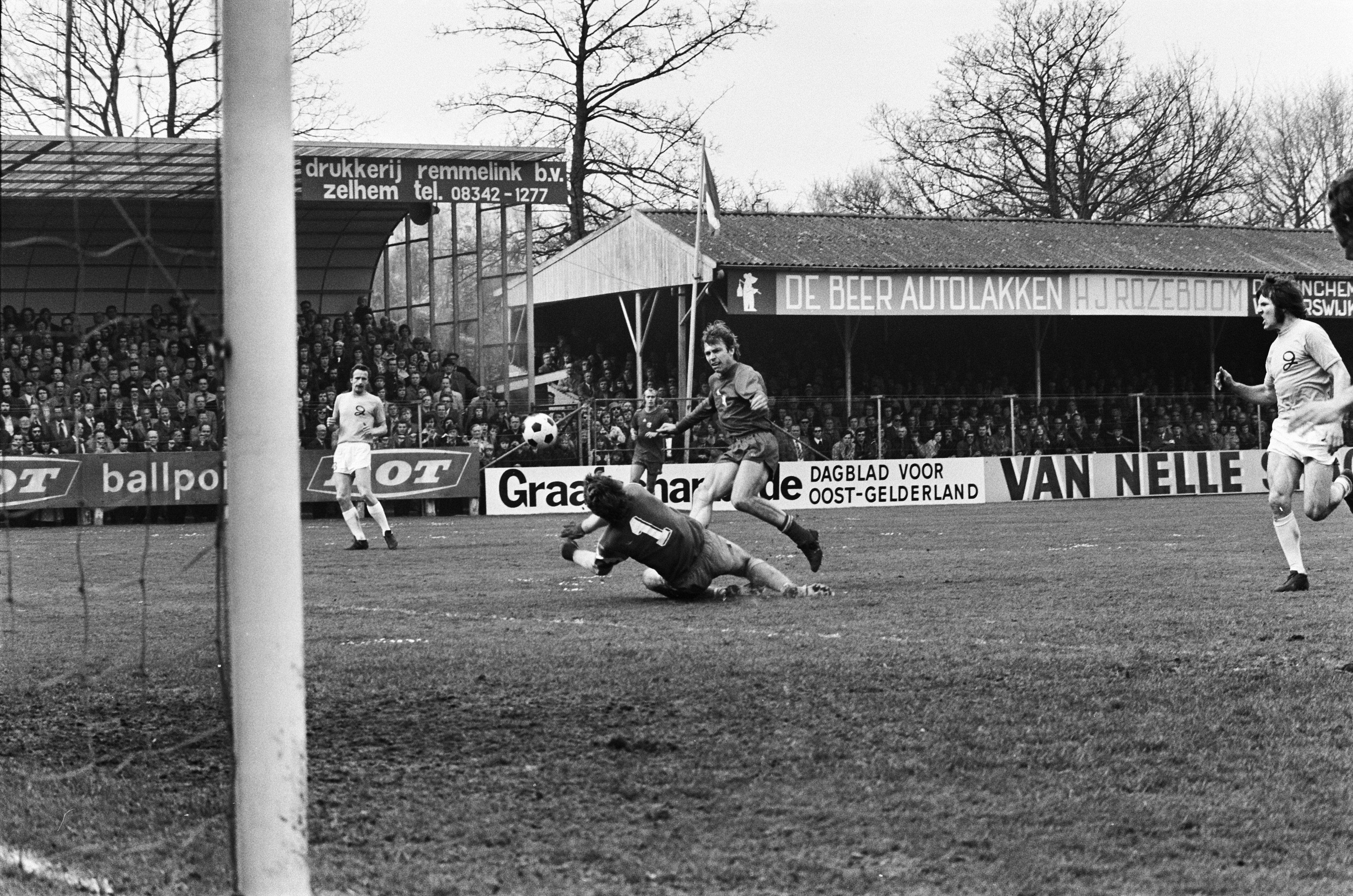
Roel Zaaijer (rechts) kijkt in het shirt van de Graafschap toe hoe Jan Mulder van Ajax stuit op doelman Nico van Zoghel

Roel Zaaijer (Rheden, 26 augustus 1946) is een Nederlands voormalig profvoetballer. Hij speelde voornamelijk als voorstopper.
Zaaijer debuteerde in 1968 bij De Graafschap in het betaalde voetbal in de toenmalige tweede divisie. Met de Doetinchemse club werd hij in zijn eerste seizoen kampioen en promoveerde hij naar de eerste divisie. In 1973 was het wederom feest op De Vijverberg. Via de nacompetitie promoveerden Zaaijer en zijn ploeggenoten naar de eredivisie. Zaaijer bleef tot 1976 bij De Graafschap. Halverwege dat jaar maakte hij de overstap naar de Gelderse buurman Vitesse.
Ook met de Arnhemmers promoveerde hij direct in zijn eerste seizoen, onder leiding van Henk Wullems werd in 1977 het kampioenschap in de eerste divisie behaald. Zaaijer speelde met Vitesse drie seizoenen lang op het hoogste niveau, maar in 1980 degradeerden de Arnhemmers weer terug naar de eerste divisie. Een jaar later beëindigde Zaaijer zijn spelersloopbaan.